# Еникеев, Гайса Хамидуллович
Гайса Хамидуллович Еникеев (вариант имени Айса, фамилии — Еникиев тат. Гайсә Хәмидулла улы Еникеев; 2 июля 1864 года, Оренбургская губерния — март 1931, Уфа) — учитель, просветитель, этнограф, депутат III и IV Государственной думы от Казанской и Оренбургской губерний (1907—1917), уделявший особое внимание защите интересов мусульманского населения Российской империи. До избрания на государственный пост являлся директором суконной фабрики в Симбирской губернии и главным распорядителем всех благотворительных и учебно-воспитательных учреждений Казани. Член Временного комитета Государственной думы в период Февральской революции и организатор Первого Всероссийского мусульманского съезда (май 1917). В советское время являлся членом коллегии Комиссариата народного просвещения Вятской губернии и инспектором Башсельхозкредита; стал известен как профессиональный знаток татарского и башкирского фольклора.

## Биография

### Ранние годы. Учитель
Гайса (Айса) Еникеев родился 2 июля 1864 года в деревне Новые Каргалы (Каргалыбаш) Богаданской волости Белебеевского уезда Оренбургской губернии (сегодня — деревня Верхние Каргалы Благоварского района Республики Башкортостан) в бедной, но древней и родовитой (мурзинской), дворянской семье Еникеевых. Основоположником рода был мурза Еникей Кульдяшев из Темникова, выходец из Ногайской Орды. Его потомками являются дворяне и мурзы Еникеевы. Иногда их ошибочно путают с князьями Еникеевыми, ведущими свой род от главы темниковских служилых татар и мурз, участника похода на Казанское ханство (1552) и воеводы в Темникове (1539-1577 годы) бека Еникея Тенишева сына Кугушева.
Получил начальное («низшее») образование в русско-татарской школе в родной деревне. В 1877 году окончил Оренбургскую инородческую учительскую семинарию (получив награду первой степени) и стал учителем Образцового инородческого начального училища при той же семинарии. На этой должности руководил практическими занятиями учащихся старшего класса, а также давал образцовые уроки для делегатов съездов народных учителей, проводившихся при семинарии.
В 1890—1895 годах заведовал русско-татарским начальным училищем в Оренбурге. Состоял в Оренбургской ученой архивной комиссии (1887) и в Русском географическом обществе (1883). В 1895—1903 годах служил в Оренбургском отделении Государственного банка Российской империи. Одновременно являлся преподавателем, а затем и заведующим мусульманского духовного училища — медресе «Хусаиния» в Оренбурге. Всего проработал учителем 15 (или 12) лет. Удостаивался наград и благодарностей попечителя учебного округа.
После выхода в отставку, в 1903 году, занял пост директора суконной фабрики в Симбирской губернии. В 1907 году проживал в Казани, являясь главным распорядителем всех благотворительных и учебно-воспитательных учреждений (с годовым содержанием в 3000 рублей), основанных на капиталы миллионера А. Г. Хусаинова. Был доверенным лицом Хусаинова в Казани.
В этот период активно критиковал русификаторскую политику царского правительства, указывая, в частности, на трудное положение татарского образования. Он пользовался большим авторитетом среди мусульманского населения Казани. Владел 40 десятинами земли и двумя деревянными домами, оценёнными в 8000 тогдашних рублей.

### Депутат III думы
18 октября 1907 года потомственный дворянин и губернский секретарь Г. Х. Еникеев был избран в Третью Государственную думу Российской империи от общего состава выборщиков Казанского губернского избирательного собрания.
В III Думе вошёл в Мусульманскую фракцию (группу) — стал одним из её наиболее деятельных членов. Стал заместителем секретаря Думы, но отказался от этой должности после всего одной сессии. Одновременно неофициально (устав фракции не позволял двойное членство) сотрудничал с Конституционно-демократической фракцией: в том числе, входил в созданную при ней комиссию по гражданскому равноправию (под председательством М. М. Винавера), занимавшуюся подготовкой и обсуждением законодательных инициатив об отмене действовавших тогда ограничений, основанных на религиозной или национальной принадлежности; по просьбе отдельных членов этой комиссии сделал доклад по вопросу об ограничениях, существующих в отношении мусульманского населения Империи; представил необходимые для работы комиссии документы.
Кроме того, он был членом четырёх думских комиссий: по народному образованию, по исполнению государственной росписи доходов и расходов (в первые две сессии), по рабочему вопросу (сессии 4 и 5), о мерах к упорядочению хлебной торговли (5-я сессия). Выступал в защиту тюркского населения России; критиковал политику русификации, христианизации и расхищения, не только татарских, но и земель тюркских народов вообще — в частности, боролся против расхищения башкирских земель.

### Депутат IV Думы
25 октября 1912 года избрался в следующую, Четвёртую Госдуму, но на этот раз — от второго съезда городских избирателей Оренбургской губерний.
В новой Думе вновь вошёл в Мусульманскую фракцию, а также и в президиум парламента — стал товарищем (заместителем) секретаря Думы И. И. Дмитрюкова. В IV Думе состоял в комиссиях по народному образованию, по вероисповедным вопросам, о путях сообщения и в комиссии для выработки законопроекта о печати.

В этот период выступал по различным вопросам правительственной политики в области просвещения, уделяя особое внимание защите интересов мусульманского населения. В частности, предлагал допускать в государственные школы для инородцев преподавателей той же, что и у учеников, национальности. Кроме того, предлагал вести начальное образование в таких школах на родном языке: 
Даже в некоторые мрачные времена прошлого не было того, что есть теперь. Притеснения, запреты, произвол в отношении инородцев достигли крайней своей точки. Давление стало более грубым, образуя стройную систему черносотенно-полицейско-миссионерской опеки, охватившей жизнь инородцев со всех сторон... Целью этой опеки, этой политики... является проведение черносотенно-ассимиляторско-миссионерско-обрусительной тенденции: ограничения инородцев в правах, держание их в невежестве, в черном теле, материальное и духовное их ослабление, обезземелевание, искоренение религиозных, племенных, бытовых особенностей, всего того, что составляет святая святых каждого народа, залог и условие его национального существования и материального благополучия... В конечном результате эта политика имеет целью растворить всех инородцев в одном общем русифицированном болоте... Школы закрываются, учителя увольняются без всякого повода, а если и какой повод, то по самому ничтожному, а иногда даже просто в интересах русификации (...) сколько учителей наших школ, сколько представителей нашего духовенства совершенно безвинно отстраняют от преподавания родной грамоты и предметов на родном языке...
Отстаивал и обосновывал необходимость предоставления мусульманским учителям и исламскому духовенству военной отсрочки для обеспечения полноценного функционирования мечетей и конфессиональных учебных заведений. Также высказывался по поводу ограничения «татар» в праве владения недвижимостью в Средней Азии (см. Туркестан).
В июне 1914 года стал участником мусульманского съезда в Санкт-Петербурге (от Мусульманской фракции Думы), посвященного реформам религиозного управления. Здесь он выступил с собственным проектом реформы «мусульманского прихода» (махали).

### Представитель ВКГД
После Февральской революции 1917 года находился в Петрограде. С 9 марта он стал членом Временного комитета Государственной думы (ВКГД; вместо Н. В. Некрасова). Также был представителем Госдумы на совещании при Министерстве внутренних дел (под председательством С. А. Котляревского) и членом Временного центрального бюро мусульман России в Петрограде.
В это же время участвовал в организации Первого Всероссийского мусульманского съезда в мае 1917 года в Москве, а также принимал участие в частных совещаниях парламентариев.
3 августа ему был разрешён выезд из Петрограда для поездки в Поволжье и степные области Туркестанского края. После октября 1917 года остался в Советской России, но отошёл от политической деятельности.

### Советское время. Последние годы
В 1918—1923 годах жил в Вятке, работая в Вятском губернском отделе народного образования и на других административных и хозяйственных должностях — в 1918—1919 годах состоял членом коллегии Комиссариата народного просвещения Вятской губернии. В ноябре 1923 года переехал в Уфу и стал инспектором Башкирского сельскохозяйственного банка (Башсельхозкредит).
В мае 1928 года вышел на пенсию. Скончался в марте 1931 года в Уфе, был похоронен на мусульманском кладбище.

## Увлечения
Был членом Научного общества по изучению быта, истории и культуры Башкирии. Был широко известен как профессиональный знаток татарского и башкирского фольклора; собрал около пяти сотен башкирских и татарских народных песен, объезжая Поволжье и Приуралье — Казанскую, Оренбургскую, Самарскую и Уфимскую губернию — до октября 1917 года. В 1929 году 114 из этих песен приобрёл Башнаркомпрос: коллекция хранится в фольклорном фонде Уфимского института искусств.
С помощью профессора А. И. Оводова и К. Ю. Рахимова он смог переложить часть песен («узун-кюй»), которые собирал с 19 лет, на ноты; являлся их исполнителем — современники отмечали, что он обладал красивым голосом и прекрасно исполнял народные мелодии и песни, не рискуя, однако, выйти на профессиональную сцену.

## Произведения
- Сборник «Татарские и башкирские песни» («Сброник № 1» в УГАИ)[7].
- Статьи в газете «Нур»[17].

## Семья
По данным на 1907 год состоял в браке.